# Departamento Gaiman
Gaiman es un departamento de la provincia del Chubut, Argentina.
Posee una superficie de 11.076 km² y limita al norte con los departamentos de Biedma y Telsen, al oeste con el de Mártires, al sur con el de Ameghino, y al este con el Rawson. Es atravesado por el río Chubut, en cuyo valle se asienta casi toda su población.

## Toponimia
Gaiman en lengua aonikenk significa "piedra de afilar".

## Demografía
El censo de 2022 reveló que el departamento tuvo un crecimiento poblacional al arrojar 12 696 habitantes similar a la anterior cifra.
|           | 1895  | 1914     | 1947    | 1960    | 1970   | 1980    | 1991   | 2001    | 2010   | 2022   |
| Población | 1.172 | 3.876    | 5.120   | 6.817   | 6.945  | 7.874   | 8.209  | 9.612   | 11.141 | 12.639 |
| Variación | -     | +230,71% | +32,09% | +33,14% | +1,87% | +13,37% | +4,25% | +17,09% | ?      | +13.4  |

Fuente: Instituto Nacional de Estadísticas y Censos, INDEC

## Localidades
- Dolavon
- Gaiman
- Veintiocho de Julio
- Villa Dique Florentino Ameghino

## Parajes y zonas rurales
- Bethesda
- Boca Toma o Boca de la Zanja
- Bryn Crwn
- Bryn Gwyn
- Campamento Villegas
- Cañadón Iglesia
- Glan Alaw
- La Angostura
- Las Chapas
- Salem
- Tom Bach
- Tyr Halen